# Stuart Reside
Stuart Reside, född den 6 september 1978 i Perth i Western Australia i Australien, är en australisk roddare.
Han tog OS-brons i åtta med styrman i samband med de olympiska roddtävlingarna 2004 i Aten.